# 香風園
香風園（こうふうえん）は、香川県坂出市本町一丁目3489番地2にある庭園。坂出市指定文化財（名勝）。

## 歴史
1911年（明治44年）、坂出市出身の実業家鎌田勝太郎の別邸（敷地面積5700m2）に作庭された。
1955年（昭和30年）からは坂出市が所有者となっている。1999年（平成11年）には坂出市によって復元整備が開始され、2001年に完工して再開園した。中央の讃池周辺を明治末の築庭時の姿に復元するとともに、休憩所や園路などがバリアフリーの観点で整備されている。
2023年（令和5年）には西門が再建されるなど施設が改修され、9月27日に記念セレモニーが行われた。

## 特色
飯野山を借景とする池泉回遊式の日本庭園に、芝生広場を中心とする西洋式庭園を併設する近代庭園である。
再開園以降は毎年10月上旬に、園内をライトアップ、琴や三味線を演奏しての観月会が開催される。

## 施設

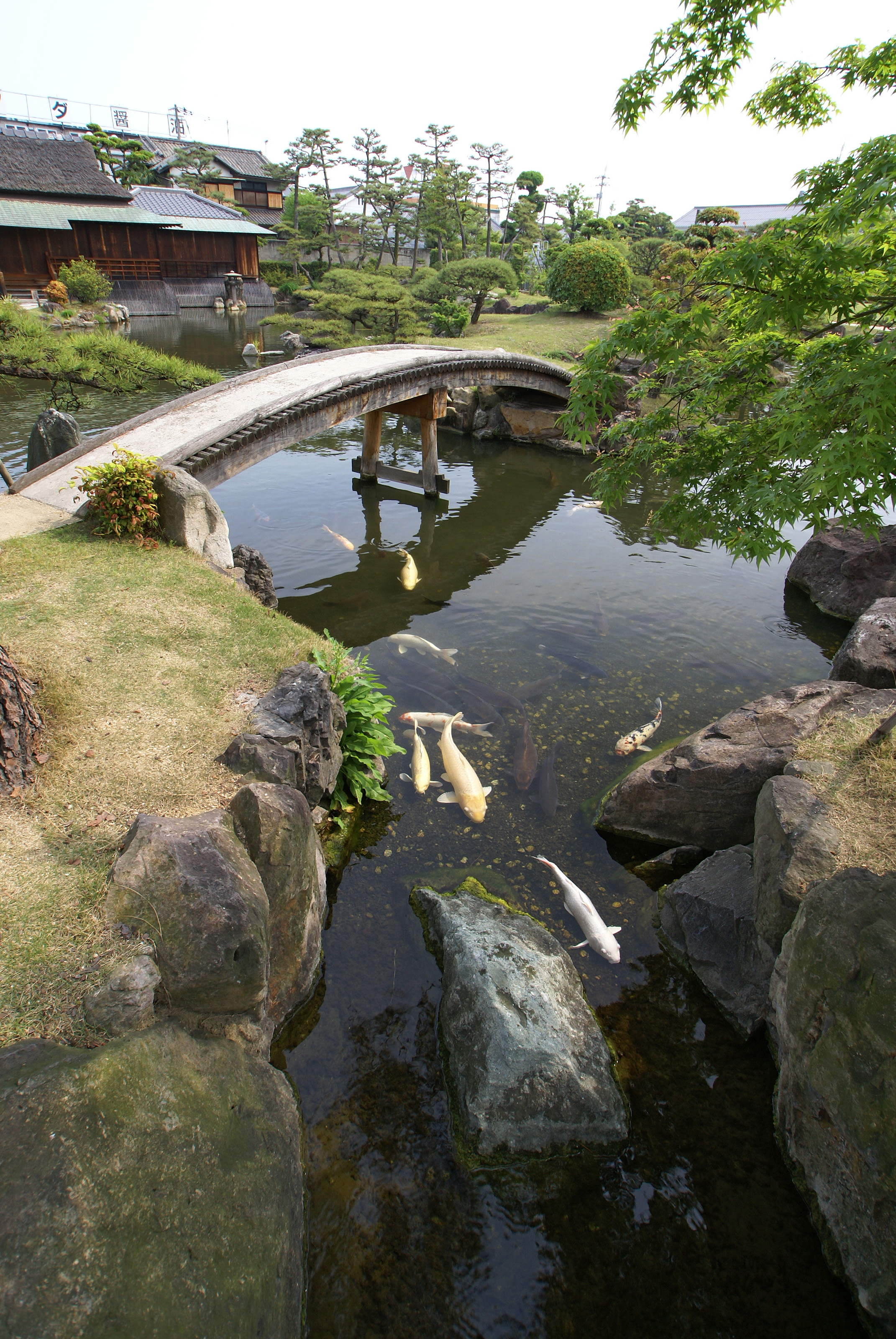
日本庭園

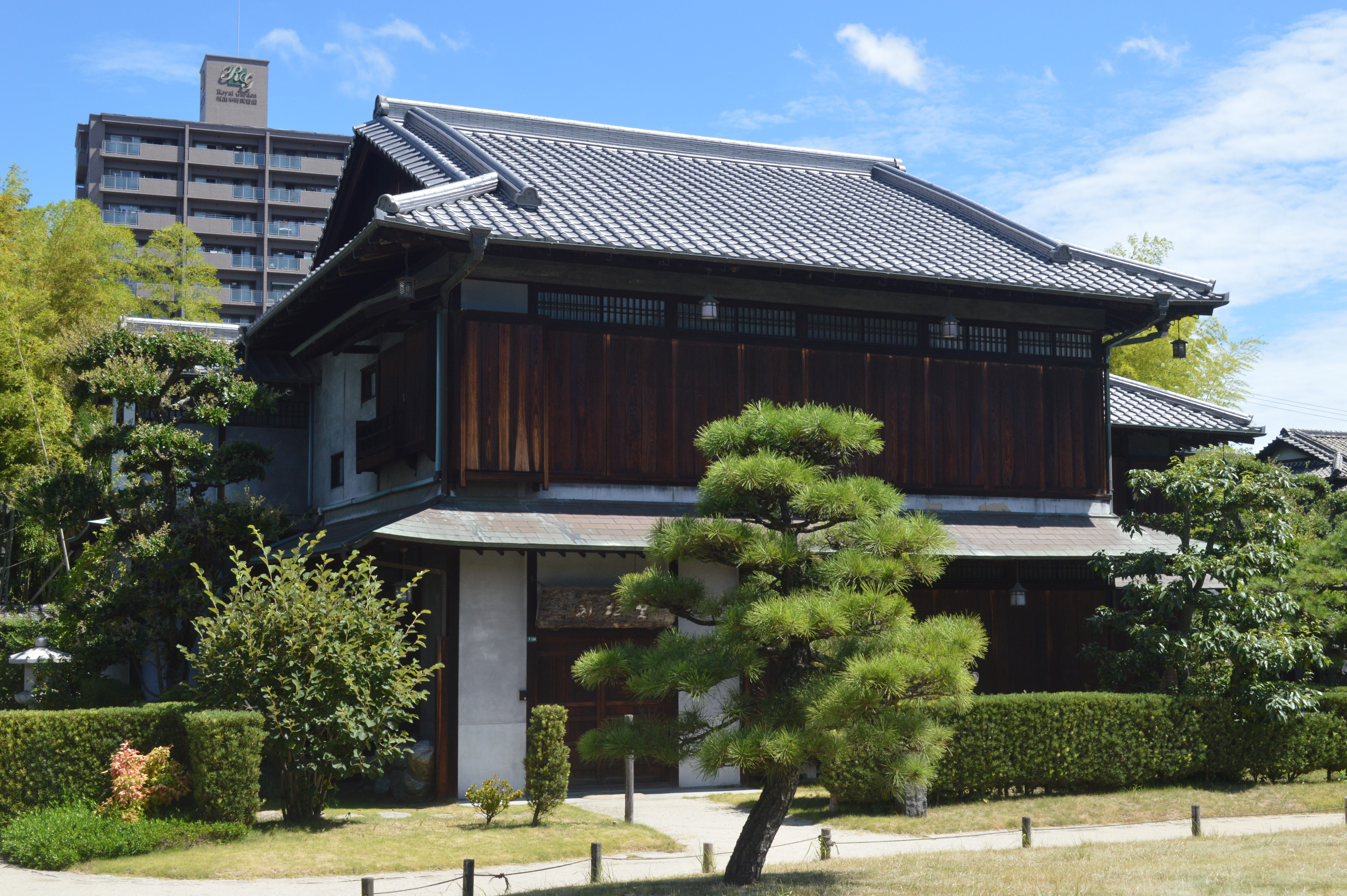
翠松閣
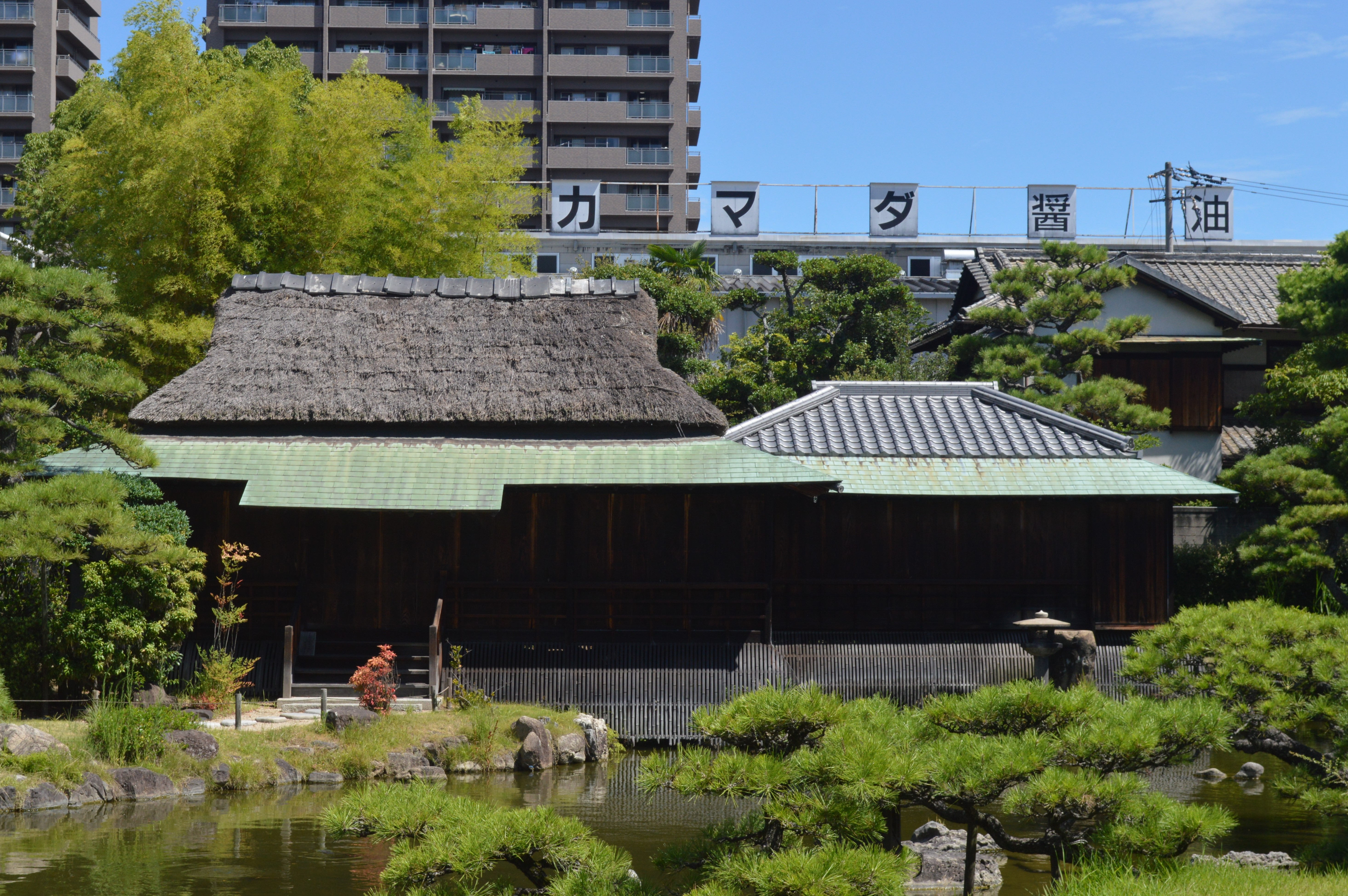
時雨亭
- 池泉回遊式庭園
- 芝生広場
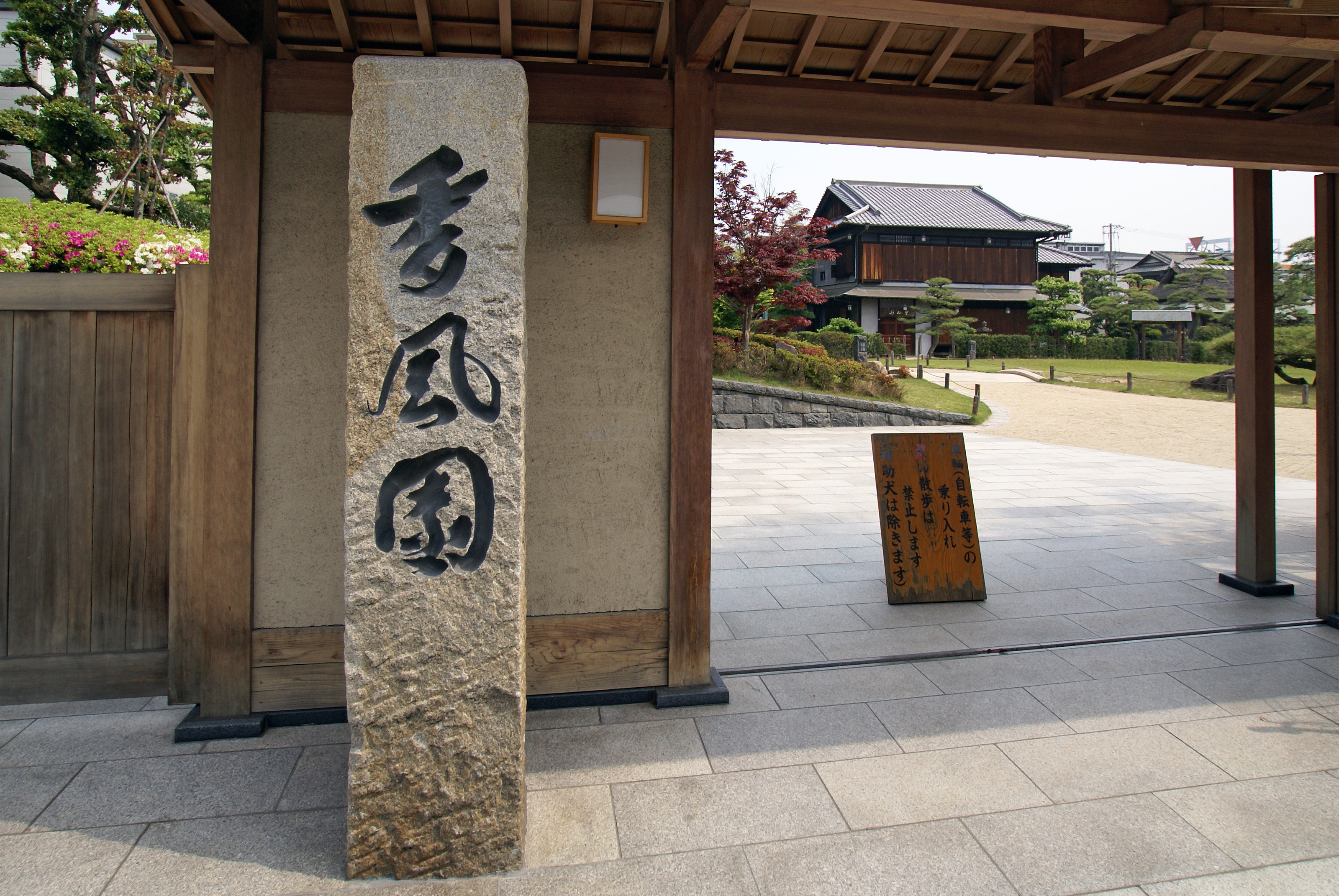
西門
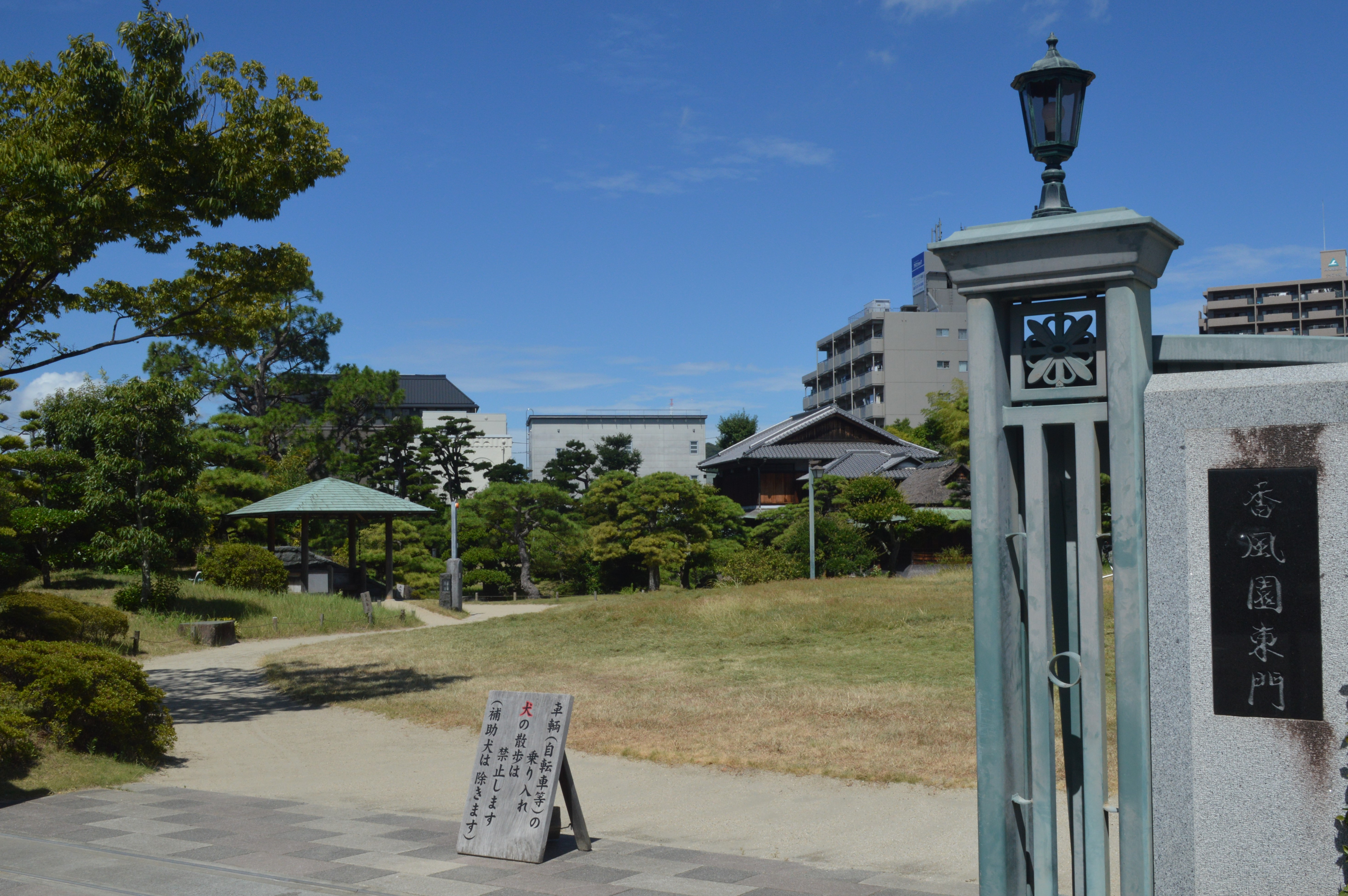
東門

- 翠松閣
- 時雨亭
- 西門
- 東門

## 利用案内
- 開園日 : 年中無休
- 入園料 : 無料
- 交通アクセス : JR坂出駅から徒歩4分

## 周辺施設
- 鎌田共済会郷土博物館
- 鎌田醤油本社

いずれも香風園に隣接。

### 註釈
1. ↑  坂出市役所によると、この形式は、明治中期から後期にかけて、日本各地に数多く造られたものの、平成末期の時点で、原型に近い形で残されているものは珍しいという[2]。